# Éliminatoires du Championnat d'Europe masculin de handball 1998
Les Éliminatoires du Championnat d'Europe masculin de handball 1998 se déroulent en deux phases entre janvier et novembre 1997.
Deux équipes sont automatiquement qualifiées l'Italie, pays hôte et la Russie, tenante du titre. Les dix autres équipes doivent passer par une ou deux phases de qualification. En revanche, on peut noter que le Danemark, l'Islande, la Roumanie et la Slovénie ne sont pas parvenus à se qualifier.

## Premier tour de qualification
Les 18 moins bonnes équipes doivent passer par un premier tour préliminaires. Les équipes sont réparties dans 5 groupes de 3 ou 4 équipes. Seules les premiers de chaque groupe sont qualifiés pour le deuxième tour de qualification.

### Groupe A
|   | Équipe    | Pts | J | G | N | P | Bp  | Bc  | Diff |
| - | --------- | --- | - | - | - | - | --- | --- | ---- |
| 1 | Slovaquie | 9   | 6 | 4 | 1 | 1 | 139 | 123 | 16   |
| 2 | Turquie   | 9   | 6 | 4 | 1 | 1 | 149 | 137 | 12   |
| 3 | Lettonie  | 5   | 6 | 1 | 3 | 2 | 148 | 148 | 0    |
| 4 | Estonie   | 1   | 6 | 0 | 1 | 5 | 129 | 157 | -28  |

| Date       | Lieu    | Équipe 1  | Score   | Équipe 2  |
| ---------- | ------- | --------- | ------- | --------- |
| 29/01/1997 | Izmir   | Turquie   | 19 – 17 | Slovaquie |
| 30/01/1997 | Tallinn | Estonie   | 22 – 22 | Lettonie  |
| 01/02/1997 | Malacky | Slovaquie | 26 – 17 | Turquie   |
| 02/02/1997 | Riga    | Lettonie  | 29 – 23 | Estonie   |
| 04/03/1997 | Senica  | Slovaquie | 19 – 18 | Estonie   |
| 05/03/1997 | Senica  | Estonie   | 23 – 28 | Slovaquie |
| 05/03/1997 | Riga    | Lettonie  | 25 – 25 | Turquie   |
| 08/03/1997 | Izmir   | Turquie   | 29 – 26 | Lettonie  |
| 02/04/1997 | Riga    | Lettonie  | 25 – 25 | Slovaquie |
| 04/04/1997 | Izmir   | Estonie   | 15 – 26 | Turquie   |
| 05/04/1997 | Stupava | Slovaquie | 24 – 21 | Lettonie  |
| 06/04/1997 | Izmir   | Turquie   | 33 – 28 | Estonie   |

### Groupe B
|   | Équipe      | Pts | J | G | N | P | Bp  | Bc  | Diff |
| - | ----------- | --- | - | - | - | - | --- | --- | ---- |
| 1 | Macédoine   | 6   | 4 | 3 | 0 | 1 | 121 | 104 | 17   |
| 2 | Biélorussie | 6   | 4 | 3 | 0 | 1 | 116 | 99  | 17   |
| 3 | Luxembourg  | 0   | 4 | 0 | 0 | 4 | 91  | 125 | -34  |

| Date       | Lieu       | Équipe 1    | Score   | Équipe 2    |
| ---------- | ---------- | ----------- | ------- | ----------- |
| 31/01/1997 | Minsk      | Biélorussie | 33 – 18 | Luxembourg  |
| 01/02/1997 | Luxembourg | Luxembourg  | 24 – 28 | Biélorussie |
| 05/03/1997 | Luxembourg | Luxembourg  | 24 – 28 | Macédoine   |
| 08/03/1997 | Skopje     | Macédoine   | 36 – 25 | Luxembourg  |
| 02/04/1997 | Skopje     | Macédoine   | 33 – 22 | Biélorussie |
| 06/04/1997 | Minsk      | Biélorussie | 33 – 25 | Macédoine   |

### Groupe C
|   | Équipe | Pts | J | G | N | P | Bp  | Bc  | Diff |
| - | ------ | --- | - | - | - | - | --- | --- | ---- |
| 1 | Israël | 6   | 4 | 3 | 0 | 1 | 109 | 70  | 39   |
| 2 | Grèce  | 6   | 4 | 3 | 0 | 1 | 98  | 96  | 2    |
| 3 | Chypre | 0   | 4 | 0 | 0 | 4 | 71  | 112 | -41  |

| Date       | Lieu     | Équipe 1 | Score   | Équipe 2 |
| ---------- | -------- | -------- | ------- | -------- |
| 29/01/1997 | Tel-Aviv | Israël   | 29 – 15 | Grèce    |
| 01/02/1997 | Véria    | Grèce    | 28 – 23 | Israël   |
| 05/03/1997 | Athènes  | Grèce    | 30 – 22 | Chypre   |
| 08/03/1997 | Paphos   | Chypre   | 22 – 25 | Grèce    |
| 02/04/1997 | Nicosie  | Chypre   | 18 – 27 | Israël   |
| 06/04/1997 | Tel-Aviv | Israël   | 30 – 09 | Chypre   |

### Groupe D
|   | Équipe             | Pts | J | G | N | P | Bp  | Bc  | Diff |
| - | ------------------ | --- | - | - | - | - | --- | --- | ---- |
| 1 | Pologne            | 10  | 6 | 5 | 0 | 1 | 162 | 143 | 19   |
| 2 | Autriche           | 7   | 6 | 3 | 1 | 2 | 141 | 129 | 12   |
| 3 | Bosnie-Herzégovine | 6   | 6 | 2 | 2 | 2 | 147 | 144 | 3    |
| 4 | Pays-Bas           | 1   | 6 | 0 | 1 | 5 | 130 | 164 | -34  |

| Date       | Lieu        | Équipe 1           | Score   | Équipe 2           |
| ---------- | ----------- | ------------------ | ------- | ------------------ |
| 29/01/1997 | Kielce      | Pologne            | 25 – 22 | Autriche           |
| 30/01/1997 | Aalsmeer    | Pays-Bas           | 25 – 25 | Bosnie-Herzégovine |
| 01/02/1997 | Lambach     | Autriche           | 23 – 21 | Pologne            |
| 02/02/1997 | Sarajevo    | Bosnie-Herzégovine | 26 – 20 | Pays-Bas           |
| 05/03/1997 | Tuzla       | Bosnie-Herzégovine | 25 – 27 | Pologne            |
| 06/03/1997 | Wörgl       | Autriche           | 35 – 25 | Pays-Bas           |
| 08/03/1997 | Kielce      | Pologne            | 29 – 27 | Bosnie-Herzégovine |
| 08/03/1997 | Le Helder   | Pays-Bas           | 14 – 18 | Autriche           |
| 03/04/1997 | Visoko      | Bosnie-Herzégovine | 22 – 21 | Autriche           |
| 03/04/1997 | Aalsmeer    | Pays-Bas           | 25 – 32 | Pologne            |
| 05/04/1997 | Kielce      | Pologne            | 28 – 21 | Pays-Bas           |
| 06/04/1997 | Feldkirchen | Autriche           | 22 – 22 | Bosnie-Herzégovine |

### Groupe E
|   | Équipe   | Pts | J | G | N | P | Bp  | Bc  | Diff |
| - | -------- | --- | - | - | - | - | --- | --- | ---- |
| 1 | Suisse   | 8   | 6 | 4 | 0 | 2 | 152 | 135 | 17   |
| 2 | Finlande | 8   | 6 | 4 | 0 | 2 | 141 | 132 | 9    |
| 3 | Géorgie  | 5   | 6 | 2 | 1 | 3 | 132 | 136 | -4   |
| 4 | Belgique | 3   | 6 | 1 | 1 | 4 | 115 | 137 | -22  |

| Date       | Lieu         | Équipe 1 | Score   | Équipe 2 |
| ---------- | ------------ | -------- | ------- | -------- |
| 30/01/1997 | Helsinki     | Finlande | 25 – 20 | Géorgie  |
| 30/01/1997 | Lucerne      | Suisse   | 29 – 23 | Belgique |
| 01/02/1997 | Beyne-Heusay | Belgique | 15 – 24 | Suisse   |
| 02/02/1997 | Tbilissi     | Géorgie  | 27 – 20 | Finlande |
| 05/03/1997 | Ans          | Belgique | 17 – 23 | Finlande |
| 06/03/1997 | Tbilissi     | Géorgie  | 26 – 22 | Suisse   |
| 08/03/1997 | Helsinki     | Finlande | 24 – 19 | Belgique |
| 09/03/1997 | Thoune       | Suisse   | 28 – 22 | Géorgie  |
| 03/04/1997 | Tbilissi     | Géorgie  | 19 – 19 | Belgique |
| 04/04/1997 | Helsinki     | Finlande | 26 – 26 | Suisse   |
| 06/04/1997 | Sursee       | Suisse   | 24 – 23 | Finlande |
| 06/04/1997 | Amay         | Belgique | 28 – 18 | Géorgie  |

## Deuxième tour de qualification
La phase de qualification oppose les 5 équipes issues du premier tour de qualification et les 15 équipes directement qualifiées. Les 20 équipes sont ainsi réparties dans 5 groupes de 4 équipes. Les deux premiers de chaque groupe sont qualifiés pour la compétition.

### Groupe 1
|   | Équipe    | Pts | J | G | N | P | Bp  | Bc  | Diff |
| - | --------- | --- | - | - | - | - | --- | --- | ---- |
| 1 | Croatie   | 8   | 6 | 4 | 0 | 2 | 166 | 145 | 21   |
| 2 | Macédoine | 6   | 6 | 3 | 0 | 3 | 181 | 181 | 0    |
| 3 | Roumanie  | 6   | 6 | 3 | 0 | 3 | 151 | 160 | -9   |
| 4 | Portugal  | 4   | 6 | 2 | 0 | 4 | 151 | 163 | -12  |

| Date       | Lieu      | Équipe 1  | Score   | Équipe 2  |
| ---------- | --------- | --------- | ------- | --------- |
| 24/09/1997 | Aljustrel | Portugal  | 32 – 30 | Macédoine |
| 25/09/1997 | Kutina    | Croatie   | 29 – 21 | Roumanie  |
| 28/09/1997 | Baia Mare | Roumanie  | 22 – 25 | Croatie   |
| 28/09/1997 | Bitola    | Macédoine | 33 – 29 | Portugal  |
| 30/10/1997 | Oradea    | Roumanie  | 30 – 26 | Portugal  |
| 30/10/1997 | Skopje    | Macédoine | 31 – 29 | Croatie   |
| 02/11/1997 | Leiria    | Portugal  | 20 – 24 | Roumanie  |
| 02/11/1997 | Karlovac  | Croatie   | 37 – 27 | Macédoine |
| 26/11/1997 | Skopje    | Macédoine | 35 – 22 | Roumanie  |
| 26/11/1997 | Braga     | Portugal  | 19 – 18 | Croatie   |
| 29/11/1997 | Rijeka    | Croatie   | 28 – 25 | Portugal  |
| 30/11/1997 | Oradea    | Roumanie  | 32 – 25 | Macédoine |

### Groupe 2
|   | Équipe         | Pts | J | G | N | P | Bp  | Bc  | Diff |
| - | -------------- | --- | - | - | - | - | --- | --- | ---- |
| 1 | RF Yougoslavie | 10  | 6 | 4 | 2 | 0 | 167 | 140 | 27   |
| 2 | Lituanie       | 7   | 6 | 3 | 1 | 2 | 156 | 155 | 1    |
| 3 | Islande        | 5   | 6 | 2 | 1 | 3 | 157 | 158 | -1   |
| 4 | Suisse         | 2   | 6 | 0 | 2 | 4 | 146 | 173 | -27  |

| Date       | Lieu          | Équipe 1       | Score   | Équipe 2       |
| ---------- | ------------- | -------------- | ------- | -------------- |
| 24/09/1997 | Reykjavik     | Islande        | 27 – 27 | Suisse         |
| 24/09/1997 | Belgrade      | RF Yougoslavie | 25 – 25 | Lituanie       |
| 28/09/1997 | Kaunas        | Lituanie       | 23 – 29 | RF Yougoslavie |
| 28/09/1997 | Sursee        | Suisse         | 27 – 29 | Islande        |
| 29/10/1997 | Kaunas        | Lituanie       | 32 – 29 | Islande        |
| 30/10/1997 | Aarau         | Suisse         | 23 – 23 | RF Yougoslavie |
| 02/11/1997 | Niš           | RF Yougoslavie | 36 – 22 | Suisse         |
| 02/11/1997 | Hafnarfjörður | Islande        | 25 – 18 | Lituanie       |
| 27/11/1997 | Berne         | Suisse         | 21 – 27 | Lituanie       |
| 27/11/1997 | Reykjavik     | Islande        | 21 – 24 | RF Yougoslavie |
| 30/11/1997 | Kaunas        | Lituanie       | 31– 26  | Suisse         |
| 30/11/1997 | Podgorica     | RF Yougoslavie | 30 – 26 | Islande        |

### Groupe 3
|   | Équipe       | Pts | J | G | N | P | Bp  | Bc  | Diff |
| - | ------------ | --- | - | - | - | - | --- | --- | ---- |
| 1 | France       | 11  | 6 | 5 | 1 | 0 | 158 | 124 | 34   |
| 2 | Rép. tchèque | 6   | 6 | 2 | 2 | 2 | 141 | 146 | -5   |
| 3 | Slovénie     | 6   | 6 | 3 | 0 | 3 | 161 | 155 | 6    |
| 4 | Israël       | 1   | 6 | 0 | 1 | 5 | 133 | 168 | -35  |

| Date       | Lieu           | Équipe 1     | Score   | Équipe 2     |
| ---------- | -------------- | ------------ | ------- | ------------ |
| 24/09/1997 | Zubří          | Rép. tchèque | 29 – 25 | Slovénie     |
| 25/09/1997 | Antibes        | France       | 30 – 17 | Israël       |
| 27/09/1997 | Ljubljana      | Slovénie     | 26 – 25 | Rép. tchèque |
| 28/09/1997 | Tel-Aviv       | Israël       | 21 – 27 | France       |
| 29/10/1997 | Tel-Aviv       | Israël       | 24 – 24 | Rép. tchèque |
| 29/10/1997 | Celje          | Slovénie     | 23 – 27 | France       |
| 01/11/1997 | Nantes         | France       | 26 – 24 | Slovénie     |
| 02/11/1997 | Egra           | Rép. tchèque | 24 – 23 | Israël       |
| 26/11/1997 | Tel-Aviv       | Israël       | 27 – 28 | Slovénie     |
| 27/11/1997 | Dijon          | France       | 28 – 19 | Rép. tchèque |
| 29/11/1997 | Třeboň         | Rép. tchèque | 20 – 20 | France       |
| 30/11/1997 | Hrpelje-Kozina | Slovénie     | 35 – 21 | Israël       |

### Groupe 4
|   | Équipe    | Pts | J | G | N | P | Bp  | Bc  | Diff |
| - | --------- | --- | - | - | - | - | --- | --- | ---- |
| 1 | Allemagne | 9   | 6 | 4 | 1 | 1 | 144 | 123 | 21   |
| 2 | Espagne   | 7   | 6 | 3 | 1 | 2 | 162 | 137 | 25   |
| 3 | Norvège   | 4   | 6 | 2 | 0 | 4 | 136 | 157 | -21  |
| 4 | Slovaquie | 4   | 6 | 2 | 0 | 4 | 148 | 173 | -25  |

| Date       | Lieu       | Équipe 1  | Score   | Équipe 2  |
| ---------- | ---------- | --------- | ------- | --------- |
| 24/09/1997 | Lillestrøm | Norvège   | 31 – 24 | Slovaquie |
| 25/09/1997 | Leganés    | Espagne   | 25 – 16 | Allemagne |
| 28/09/1997 | Bratislava | Slovaquie | 31 – 25 | Norvège   |
| 28/09/1997 | Hanovre    | Allemagne | 23 – 23 | Espagne   |
| 29/10/1997 | Trnava     | Slovaquie | 27 – 26 | Espagne   |
| 31/10/1997 | Hambourg   | Allemagne | 24 – 14 | Norvège   |
| 02/11/1997 | Oslo       | Norvège   | 18 – 23 | Allemagne |
| 02/11/1997 | Algésiras  | Espagne   | 33 – 23 | Slovaquie |
| 26/11/1997 | Bratislava | Slovaquie | 18 – 28 | Allemagne |
| 26/11/1997 | Gjøvik     | Norvège   | 28 – 25 | Espagne   |
| 29/11/1997 | Dessau     | Allemagne | 30 – 25 | Slovaquie |
| 30/11/1997 | Melilla    | Espagne   | 30 – 20 | Norvège   |

### Groupe 5
|   | Équipe   | Pts | J | G | N | P | Bp  | Bc  | Diff |
| - | -------- | --- | - | - | - | - | --- | --- | ---- |
| 1 | Hongrie  | 9   | 6 | 4 | 1 | 1 | 147 | 138 | 9    |
| 2 | Suède    | 8   | 6 | 4 | 0 | 2 | 156 | 139 | 17   |
| 3 | Danemark | 7   | 6 | 3 | 1 | 2 | 133 | 134 | -1   |
| 4 | Pologne  | 0   | 6 | 0 | 0 | 6 | 128 | 153 | -25  |

| Date       | Lieu        | Équipe 1 | Score   | Équipe 2 |
| ---------- | ----------- | -------- | ------- | -------- |
| 24/09/1997 | Vác         | Hongrie  | 30 – 23 | Pologne  |
| 24/09/1997 | Malmö       | Suède    | 28 – 21 | Danemark |
| 27/09/1997 | Brøndby     | Danemark | 26 – 21 | Suède    |
| 27/09/1997 | Kielce      | Pologne  | 22 – 23 | Hongrie  |
| 29/10/1997 | Gdańsk      | Pologne  | 20 – 26 | Suède    |
| 29/10/1997 | Odense      | Danemark | 21 – 21 | Hongrie  |
| 01/11/1997 | Karlskrona  | Suède    | 26 – 21 | Pologne  |
| 01/11/1997 | Cegléd      | Hongrie  | 22 – 17 | Danemark |
| 26/11/1997 | Nyíregyháza | Hongrie  | 28 – 24 | Suède    |
| 26/11/1997 | Zabrze      | Pologne  | 19 – 22 | Danemark |
| 30/11/1997 | Stockholm   | Suède    | 31 – 23 | Hongrie  |
| 30/11/1997 | Randers     | Danemark | 26 – 23 | Pologne  |

## Bilan
Les 12 équipes qualifiées sont :
| Pays                                                                        | Qualifié en tant que | Apparitions précédentes dans la compétition | Apparitions précédentes dans la compétition |
| --------------------------------------------------------------------------- | -------------------- | ------------------------------------------- | ------------------------------------------- |
| Italie                                                                      | Pays organisateur    | 0                                           | Première participation                      |
| Russie                                                                      | Tenant du titre      | 2                                           | 1994, 1996                                  |
| Croatie                                                                     | 1er du Groupe 1      | 2                                           | 1994, 1996                                  |
| Macédoine                                                                   | 2e du Groupe 1       | 0                                           | Première participation                      |
| RF Yougoslavie                                                              | 1er du Groupe 2      | 1                                           | 1996                                        |
| Lituanie                                                                    | 2e du Groupe 2       | 0                                           | Première participation                      |
| France                                                                      | 1er du Groupe 3      | 2                                           | 1994, 1996                                  |
| Rép. tchèque                                                                | 2e du Groupe 3       | 1                                           | 1996                                        |
| Allemagne                                                                   | 1er du Groupe 4      | 2                                           | 1994, 1996                                  |
| Espagne                                                                     | 2e du Groupe 4       | 2                                           | 1994, 1996                                  |
| Hongrie                                                                     | 1er du Groupe 5      | 2                                           | 1994, 1996                                  |
| Suède                                                                       | 2e du Groupe 5       | 2                                           | 1994, 1996                                  |
| ► Légende : en gras, le champion de l'année, en italique l'hôte de l'année. |                      |                                             |                                             |